# 어트리뷰션
어트리뷰션(attribution)은 마케팅에서 원하는 결과에 기여하는 일련의 사용자 행위("이벤트" 또는 "터치포인트")를 식별한 다음 이러한 각 이벤트에 가치를 할당하는 것이다. 마케팅 어트리뷰션은 특정 순서로 어떤 이벤트 조합이 개인이 원하는 행동에 참여하도록 영향을 미치는지에 대한 이해 수준을 제공한다.

## 역사
마케팅 어트리뷰션의 뿌리는 귀인에 대한 심리학적 이론에서 찾을 수 있다. 대부분의 설명에 따르면 현재 마케팅에서 어트리뷰션 이론의 응용은 광고 지출이 전통적인 오프라인 광고에서 디지털 미디어로 전환되고 유료 및 유기적 검색, 디스플레이 및 이메일 마케팅과 같은 디지털 채널을 통해 사용 가능한 데이터가 확장됨에 따라 촉진되었다.